# سات إيل (كيبك)
سات إيل، كيبك (بالإنجليزية: Sept-Îles) هي مدينة كندية تقع في مقاطعة كيبك. تبلغ مساحة هذه المدينة 1764.2622 (كم²)، ويبلغ عدد سكانها 25514 نسمة حسب إحصاء سنة 2006 م، بينما كان يسكنها 25392 نسمة في سنة 2001 م. تحتل هذه المدينة المرتبة رقم 153 بين مدن كندا حسب عدد السكان والمرتبة رقم 40 في المقاطعة. النمو سكاني في هذه المدينة يقدر بـ(0.5).

## أعلام
- كارين كليتشي
- روجر دوبيه
- إريك جيرارد
- سيرج روي
- ستيف دوتشسن

## وصلات خارجية
- الأطلس الحكومي لكندا
- إحصاءات كندا مع ساعة تعداد السكان نسخة محفوظة 23 مارس 2008 على موقع واي باك مشين.